# Nyschnja Bilka
Nyschnja Bilka (ukrainisch Нижня Білка; russisch Нижняя Белка Nischnjaja Belka, polnisch Biłka Królewska) ist ein Dorf in der westukrainischen Oblast Lwiw mit etwa 2040 Einwohnern.
Am 12. Juni 2020 wurde das Dorf ein Teil der neu gegründeten Landgemeinde Pidberiszi im Rajon Lwiw; bis dahin gehörte es mit den Dörfern Werchnja Bilka und Suchoritschtschja (Сухоріччя) zur Landratsgemeinde Werchnja Bilka.

## Geschichte
Der Ort wurde im Jahre 1475 als Byelka urkundlich erwähnt, und dann später als Biełka (1578), Biłka Krolewska (1769). Der Name ist abgeleitet vom ukrainischen Wort für die Farbe weiß; das Adjektiv królewska (siehe Krongut) diente der Unterscheidung vom benachbarten Werchnja Bilka, auf Polnisch Biłka Szlachecka (adelig).
Das Dorf gehörte zunächst zur Adelsrepublik Polen-Litauen, Woiwodschaft Ruthenien, Lemberger Land. Bei der Ersten Teilung Polens kam das Dorf 1772 zum neuen Königreich Galizien und Lodomerien des habsburgischen Kaiserreichs (ab 1804). Das lokale Vorwerk gehörte seit der Mitte des 19. Jahrhunderts zur Familie Komorowski, später zur Sapieha.
Im Jahre 1900 hatte die Gemeinde Biłka Królewska 111 Häuser mit 731 Einwohnern, davon 722 polnischsprachige, 9 ruthenischsprachige, 634 römisch-katholische, 88 griechisch-katholische, 9 Juden.
Nach dem Ende des Polnisch-Ukrainischen Kriegs 1919 kam die Gemeinde zu Polen. Im Jahre 1921 hatte sie 153 Häuser mit 920 Einwohnern, davon 919 Polen, 1 Jude (Nationalität), 870 römisch-katholische, 29 griechisch-katholische, 21 Juden (Religion).
Im Zweiten Weltkrieg gehörte es zuerst zur Sowjetunion und ab 1941 zum Generalgouvernement, ab 1945 wieder zur Sowjetunion, heute zur Ukraine. Die Polen wurden im Jahre 1945 nach Polen umgesiedelt (in die Umgebung von Krosno und St. Annaberg). An ihre Stelle kamen Ukrainer aus der Umgebung von Lubaczów.

## Sehenswürdigkeiten
- Ehemalige römisch-katholische Kirche, erbaut 1912.

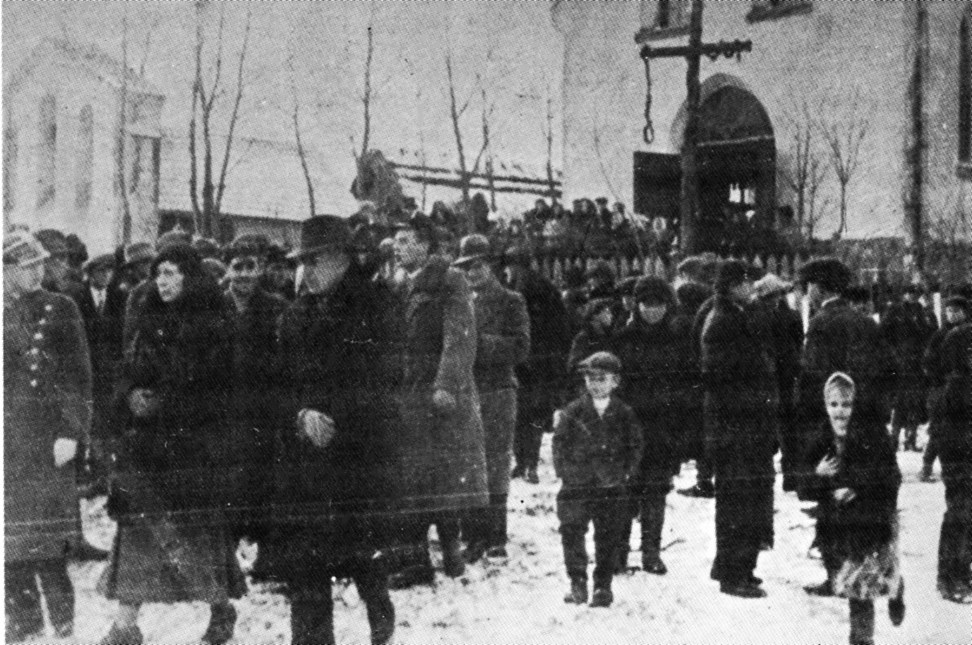
Römisch-katholische Kirche im Jahr 1934